# Medaglia commemorativa della guerra italo-austriaca 1915-1918
La medaglia commemorativa della guerra italo-austriaca 1915-1918 fu un riconoscimento concesso dal Regno d'Italia a tutti coloro che avevano prestato servizio per almeno 4 mesi in zone di guerra durante Prima guerra mondiale. Viene anche chiamata più semplicemente "Medaglia Bronzo Nemico".

## Storia
Prima di istituire una medaglia commemorativa della Grande Guerra, che era finita il 4 novembre 1918, si attese l'estate 1920 quando terminò anche l'impegno delle truppe italiane in Albania per la pacificazione di fazioni rivali.
Con regio decreto 29 luglio 1920, n. 1241, promulgato da re Vittorio Emanuele III, fu istituita la "medaglia commemorativa della guerra italo-austriaca 1915-1918 per il compimento dell'unità d'Italia".
Quindi tale medaglia celebrava innanzitutto la vittoria nella prima guerra mondiale, ma anche il completamento dell'unità d'Italia ed il 70º anniversario dell'inizio dei moti rivoluzionari che nel 1848 avevano scatenato la Prima guerra di indipendenza italiana.
La particolarità di questa medaglia, resa evidente nella scritta sul retro che cita "coniata nel bronzo nemico", è che il decreto istitutivo prevedeva che avrebbe dovuto essere "fusa col bronzo delle artiglierie tolte al nemico".

## Nastrino
Il decreto determinava che il nastrino della medaglia doveva avere gli stessi colori del Distintivo per le fatiche di guerra, che veniva così sostituito.
Di fatto il nastro è pressoché identico a quello della medaglia commemorativa delle campagne delle Guerre d'Indipendenza, che ha il rosso a sinistra e il verde a destra, in quanto il conflitto italo Austriaco era considerato il proseguimento delle lotte per l'indipendenza.

## Criteri di eleggibilità
Il decreto stabilì che avevano diritto a ricevere la medaglia, gratuitamente a spese dello Stato, tutti i militari, militarizzati ed assimilati ed il personale dei corpi e reparti ausiliari che, per almeno quattro mesi, avevano preso parte alle attività di guerra sia in territorio nazionale che nel Dodecanneso, in Albania, in Siria e in Palestina.
Il computo degli anni di campagna iniziava il 24 maggio 1915 e terminava il 4 novembre 1918, mentre per quanto riguarda i militari del contingente inviato in Albania il periodo utile venne esteso fino al 2 agosto 1920, data della stipula della Convenzione italo-albanese.
Venne concessa in minima parte anche a soldati non italiani, in particolare francesi e ad alcuni austriaci, poi divenuti cittadini italiani con l'annessione del Trentino, che si erano distinti in battaglia.

## Insegne
- La medaglia consiste in un disco di bronzo leggermente incavato recante sul recto il volto di Vittorio Emanuele III rivolto verso sinistra con l'elmo e la divisa, attorniato dall'iscrizione "GUERRA - PER L'UNITA' - D'ITALIA 1915 - 1918", alternata da rami d'alloro intrecciati. Sul verso la Vittoria Alata viene portata in trionfo dai soldati italiani su un piedistallo formato da scudi da trincea. Attorno si trova la scritta: "CONIATA*NEL*BRONZO*NEMICO".
- Il nastro è composto dal tricolore italiano invertito (composto di strisce verdi, bianche e rosse), ripetuto per sei volte sulla superficie del nastrino. Esso può essere completato da fascette bronzee, a ricordo degli anni di impiego operativo, recanti la dicitura “1915”, “1916”, “1917”, “1918”, in seguito la circolare del 1921 istituì anche le fascette con la dicitura “Albania 1919” e “Albania 1920” per il tempo trascorso presso Comandi truppe e servizi in Albania dopo l'armistizio del 4 novembre 1918.
- Il "nastrino" da petto era invece completato da una stelletta d'argento per ogni anno di campagna.

| Nastrini                   |                    |                    |                    |                    |
| meno di 1 anno di campagna | 1 anno di campagna | 2 anni di campagna | 3 anni di campagna | 4 anni di campagna |

## Distintivo per gli equipaggi delle navi mercantili

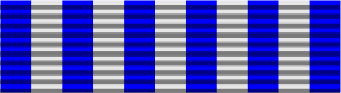
Distintivo per la marina mercantile.

Con regio decreto 17 gennaio 1918, n. 150  era stato istituito un distintivo per gli equipaggi delle navi mercantili che, pur non essendo impiegate direttamente in combattimento, erano ugualmente spesso esposti ai rischi e ai disagi conseguenti alle operazioni di guerra. 
Si trattava di un nastrino di seta con undici righe verticali di eguale larghezza alternate nei colori azzurro e bianco.
Con regio decreto 15 luglio 1923, n. 1786  tale distintivo fu modificato nella medaglia di benemerenza per il personale della marina mercantile che sopportò i disagi ed i rischi della guerra, in tutto identica alla medaglia commemorativa 1915-1918 ma che andava portata con il nastro bianco e azzurro.

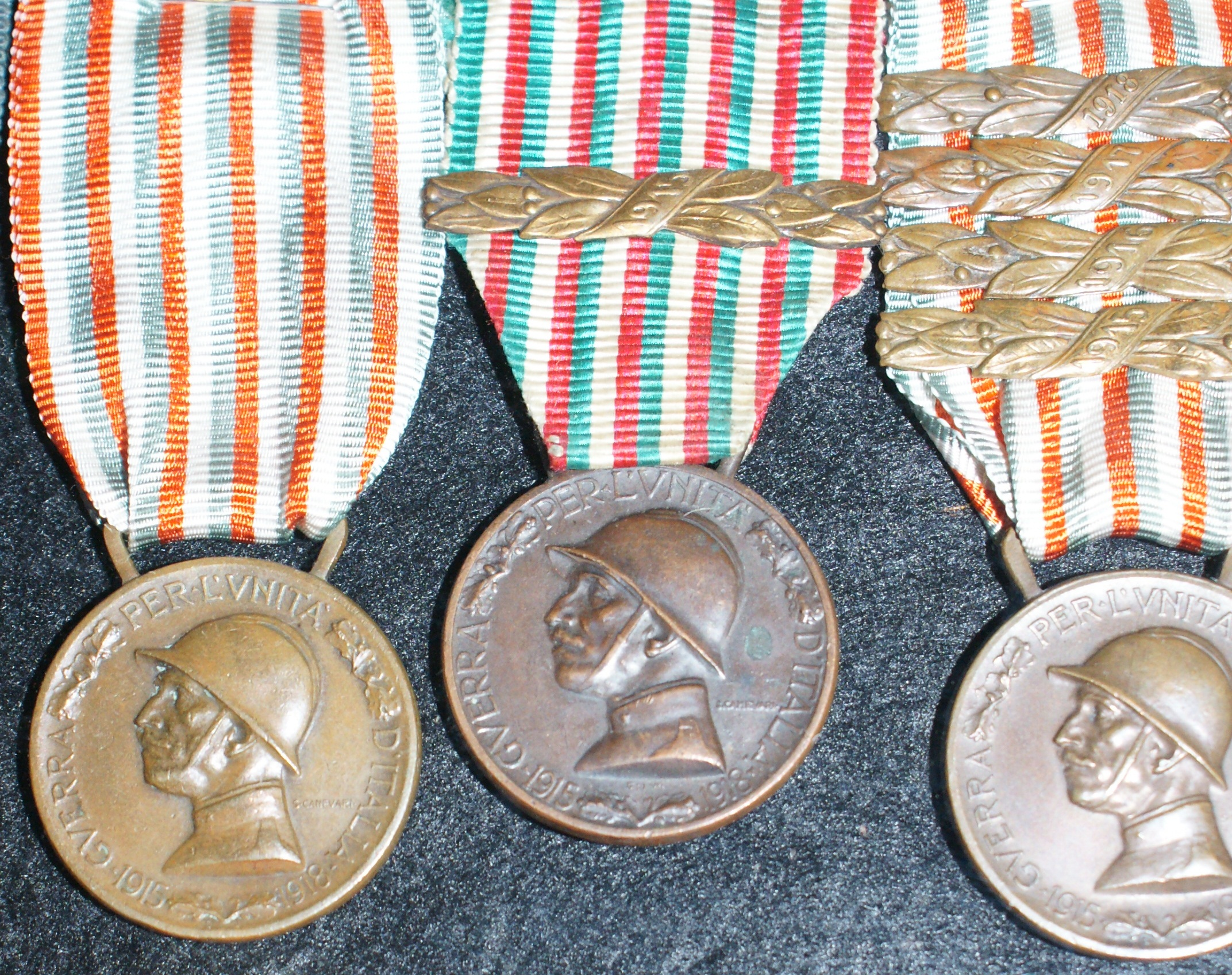
Medaglie con nastrini e fascette.
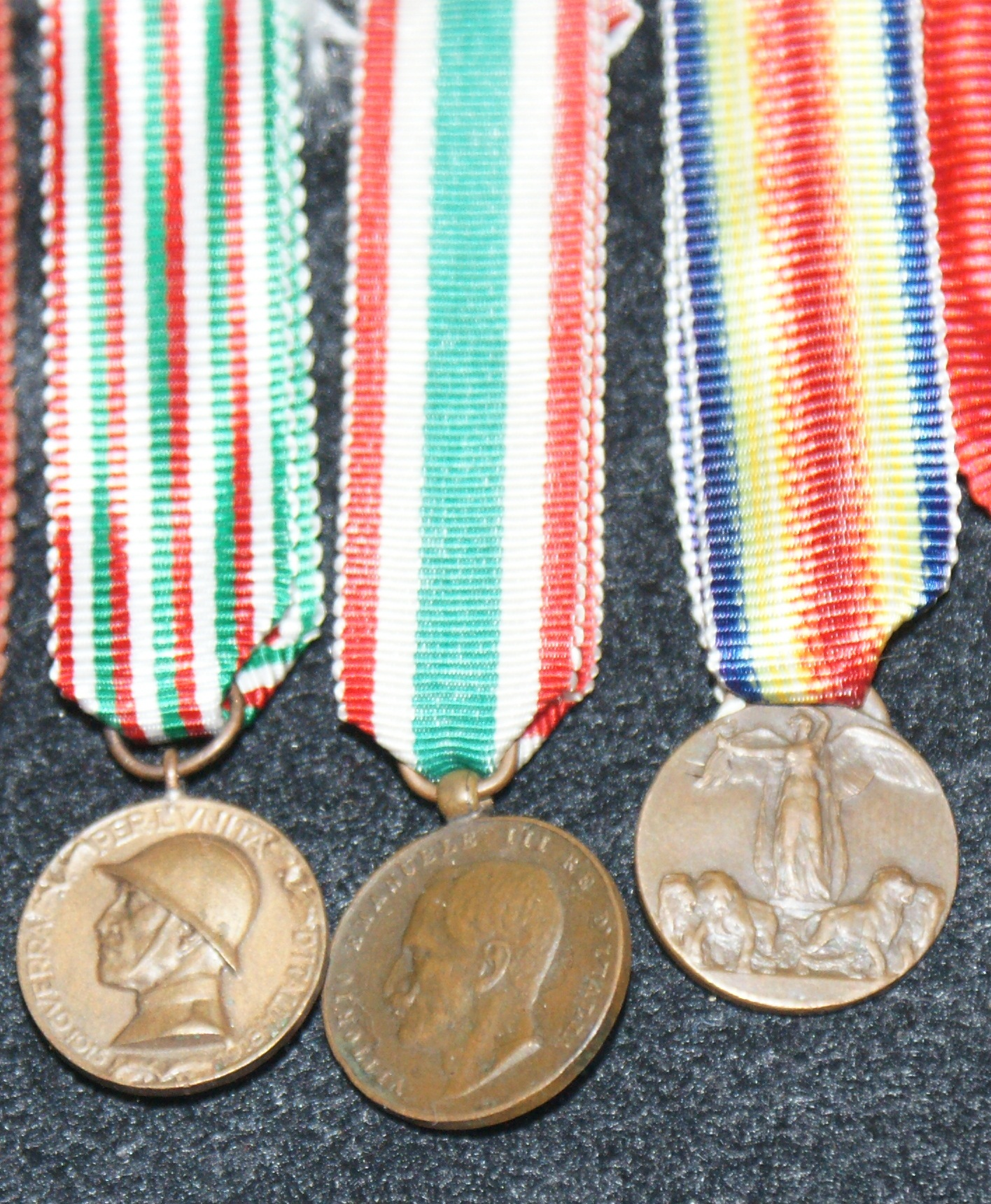
Versione mignon (a sinistra).
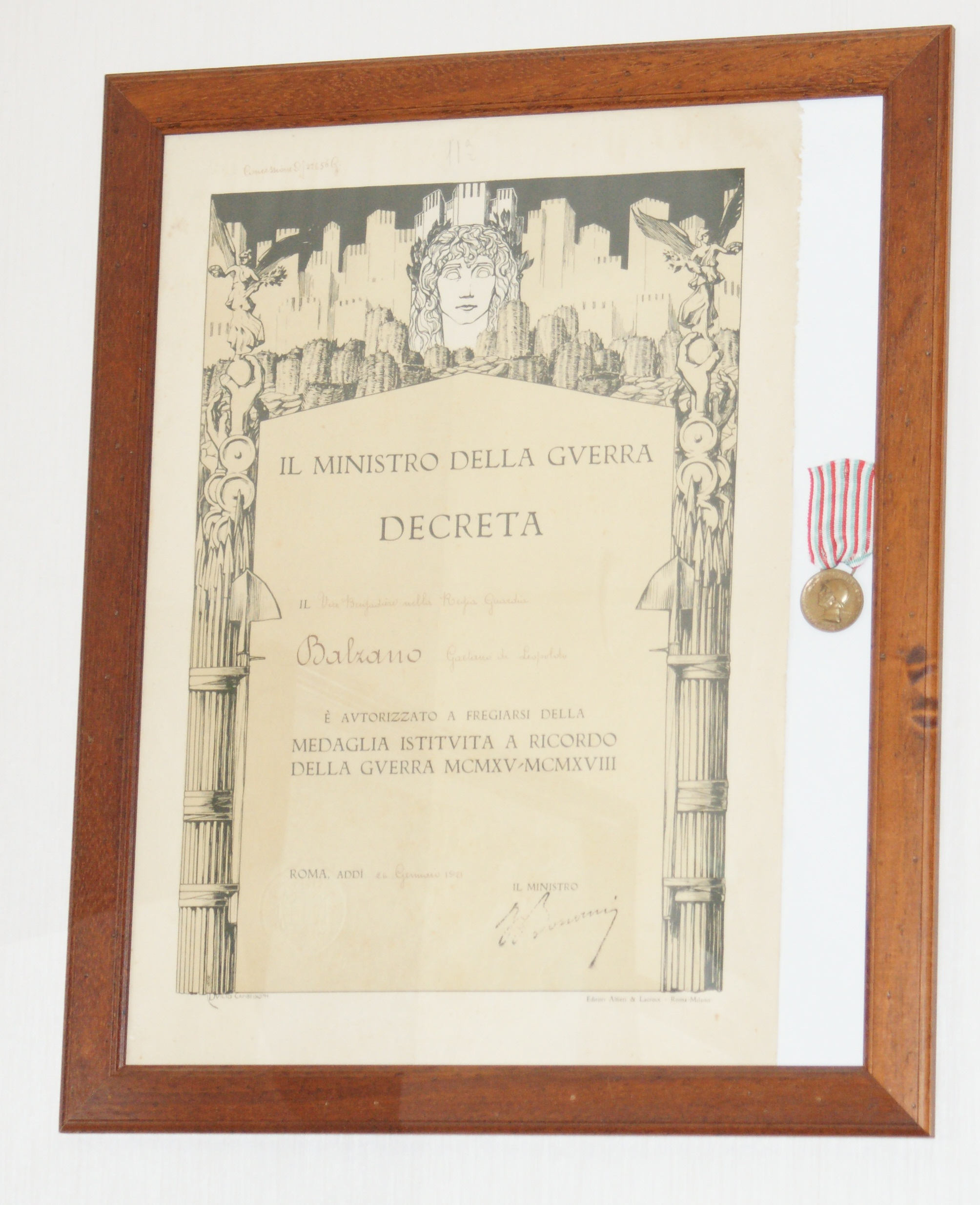
Diploma e medaglia.